# Parc floral de la Source
Pour les articles homonymes, voir parc floral et La Source.
Le parc floral de la source est un jardin français situé au sud de la Loire, dans le quartier de La Source de la ville d'Orléans, le département du Loiret et la région Centre-Val de Loire.
Le parc a été créé en 1963 par l'architecte et urbaniste français Louis Arretche, il constitue avec 109 182 visiteurs en 2010, le lieu le plus visité du Loiret.
La rivière Loiret prend sa source au cœur du parc, au Bouillon.
Le site a obtenu le label « Jardin remarquable » du ministère de la Culture et du Conseil national des parcs et jardins.

## Géographie
Le parc floral de la source s'étend sur 35 ha à une altitude de 100 mètres environ. Il épouse la forme d'un site naturel et est composé d’espaces où se juxtaposent les mondes végétal, minéral et animal.
Sa situation géographique singulière, à la lisière entre le coteau de Sologne et la plaine du Val de Loire, donne à son paysage un relief particulier.
En son centre, après un parcours souterrain de plusieurs kilomètres, émerge le Bouillon, la source du Loiret, résurgence karstique de la Loire.
Au rythme des saisons se succèdent les floraisons, d'abord dans les sous-bois puis dans les jardins ou le long des allées, renouvelant ainsi continuellement la physionomie du domaine.

## Histoire
Le terrain aurait été cédé en l'an 510 aux moines de l'abbaye Saint-Mesmin de Micy par Clovis Ier. À partir de 1427, il appartient successivement à différents seigneurs et familles nobles.
Les premiers grands travaux du jardin, aménagé en jardin à la française, datent du début du XVIIIe siècle. Dans les années 1720, une glacière, une galerie bibliothèque, des statues, des bas-reliefs et une terrasse sont intégrés au jardin.
En 1959, la ville et le département acquièrent les 410 hectares du domaine ; 35 hectares sont réservés pour créer le parc, le reste permettant de créer le quartier de La Source afin de faire renaître l'université d'Orléans.
Le jardin voit le jour en 1963 et devient un parc de détente ainsi qu'une vitrine de l'activité horticole du département.
Une scène du film Parlez-moi de vous sortie en 2012, y a été tournée.

## Organisation du parc
Le parc floral comprend deux grandes parties : le plateau de Sologne et la plaine du Val de Loire.

### Le plateau de Sologne
Le plateau est le domaine d'une forêt semi-naturelle de charmes et de chênes. Il se raccorde à la plaine en contrebas par un coteau qui correspond à une ancienne terrasse fluviale de la Loire. Il comprend des enclos animaliers accueillant des espèces comme l'alpaga et le mouton d'Ouessant.

### La plaine du Val de Loire

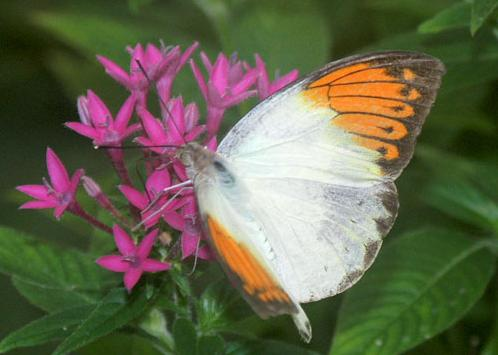
Un papillon de la serre aux papillons exotiques.

La plaine du Val de Loire a une vocation horticole et florale. Elle accueille le jardin d'iris, la roseraie du Miroir, la vallée des vivaces, le jardin de la Source, la serre aux papillons exotiques, le potager extraordinaire, le jardin des dahlias. On y trouve également des volières présentant des oiseaux de divers continents. On peut également observer la source du Loiret qui donne son nom au département.

### Les jardins et équipements

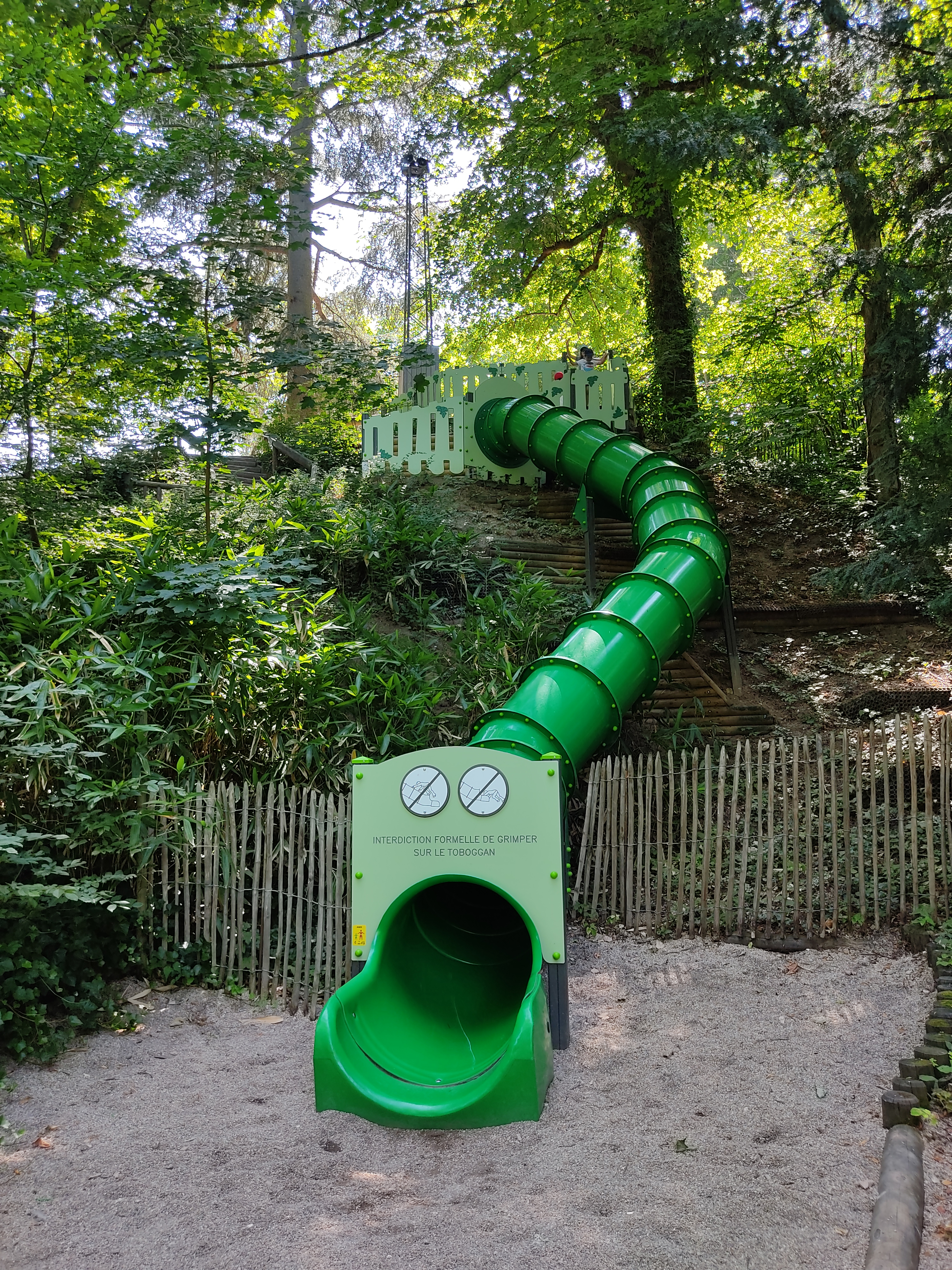
Le grand toboggan.

Le parc possède plusieurs jardins parmi lesquels le jardin de la source (fougères et rhododendrons), la roseraie, la serre aux papillons et son jardin tropical, le jardin de dahlias et le jardin de rocaille et ses prairies fleuries.
Le jardin d'iris présente une collection d'environ 900 variétés, classée collection nationale végétale spécialisée depuis 1996.
Une volière abrite des perroquets et des oiseaux exotiques.
Différents jeux pour enfants ainsi qu'un mini-golf sont disponibles.

### Petit Train
Un petit train circule dans l'enceinte du parc et relie la gare de la chapelle (partie haute, près de l'entrée) à celle du jardins de rocaille (partie basse). Le parcours mesure 2,2 km, la voie fait 0,6 m d'écartement et est construite avec des rails de type SNCF. Il y a deux rampes de 2,1 % à 3 %, dont l'une se situe dans un tunnel (côté ouest du parc, dans la zone non accessible au public). Deux boucles permettent le retournement du trains à chaque extrémité de la ligne.
La train a circulé de 1963 à 2008 puis est remis en service en 2012 en coopération avec l'association « Tacots des Lacs ».

## Manifestations
D'avril à octobre 1967, les Floralies internationales d'Orléans ont accueilli 2 300 000 visiteurs. Le budget global est de plus d'un milliard de francs. D'avril à octobre 1967, Orléans devient la capitale mondiale de l'horticulture : 330 exposants, 700 producteurs venus de 11 pays, 13 000 m2 de serres construites spécialement abritent des expositions successives sur 35 ha. Outre l'horticulture, les Floralies comportent plusieurs attractions dont la reconstitution d'un village gaulois ainsi qu'un temple antique qui ont été détruits par la suite.
Autres manifestations : en 1996, voyage en chrysanthèmes et la ronde des fougères ; en 1998, la fête de l'iris ; en 1999, jardins du monde (30e salon du chrysanthème) et le salon international du dahlia et des fruits d’automne ; en 2000, 200 000 bulbes en fleur ; en 2001, le parc de tous les enchantements et le monde des nains-ventés ; en 2003, chrysanthèmes recup’art ; en 2006, festival des oiseaux exotiques et orchidées ; en 2007, le festival de l'iris.

## Galerie

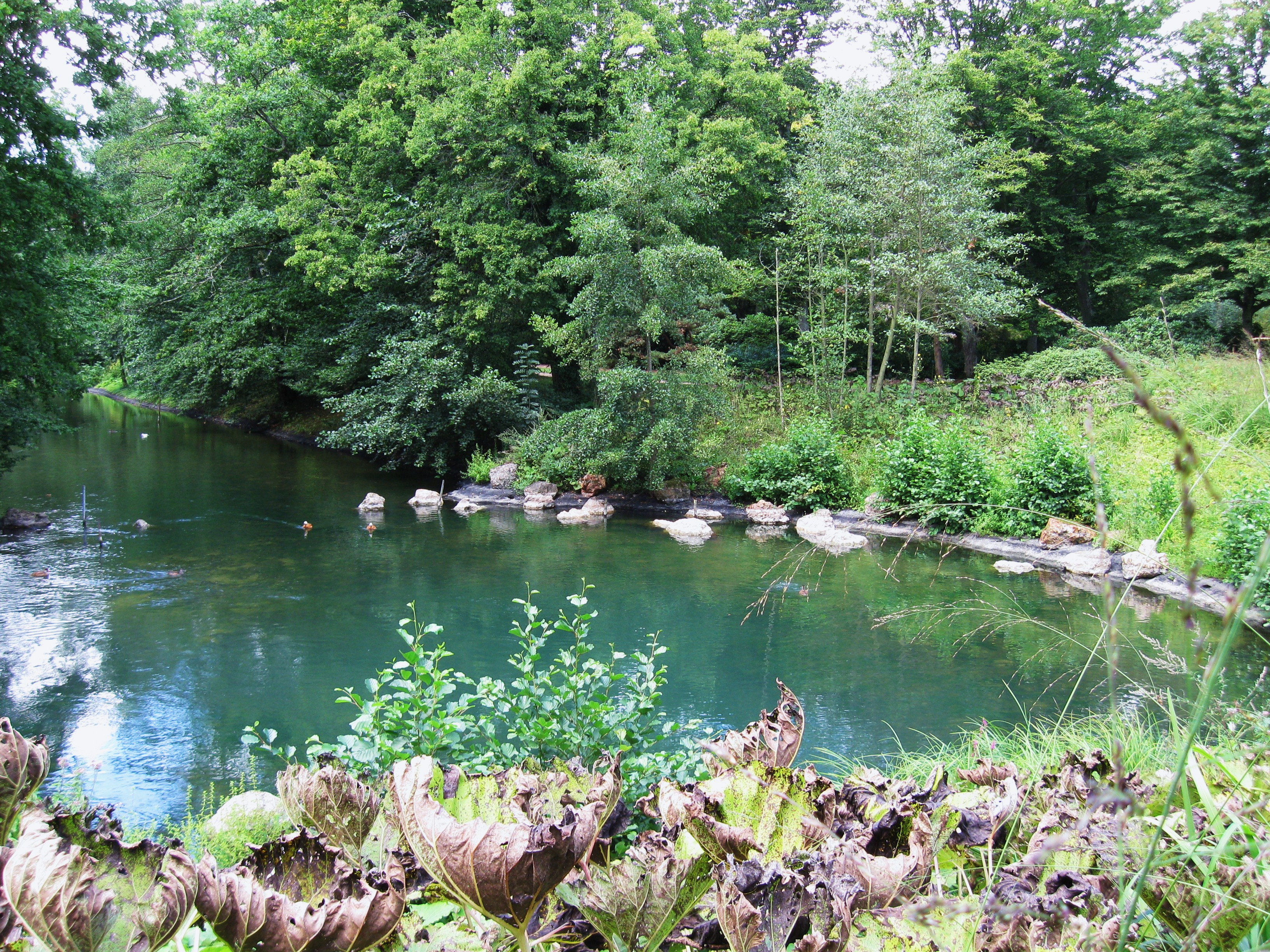
La source du Loiret au Bouillon.
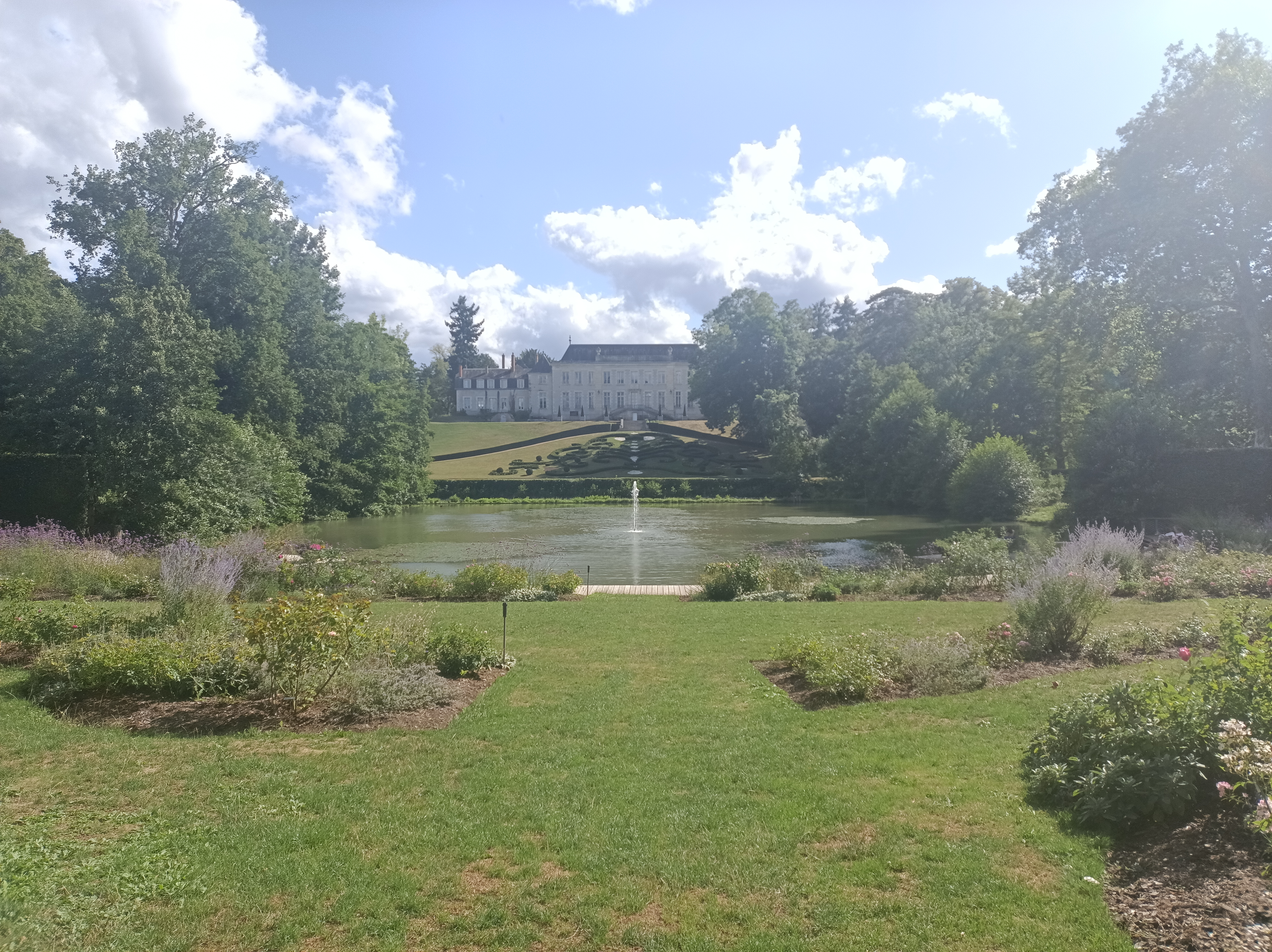
Face au château.
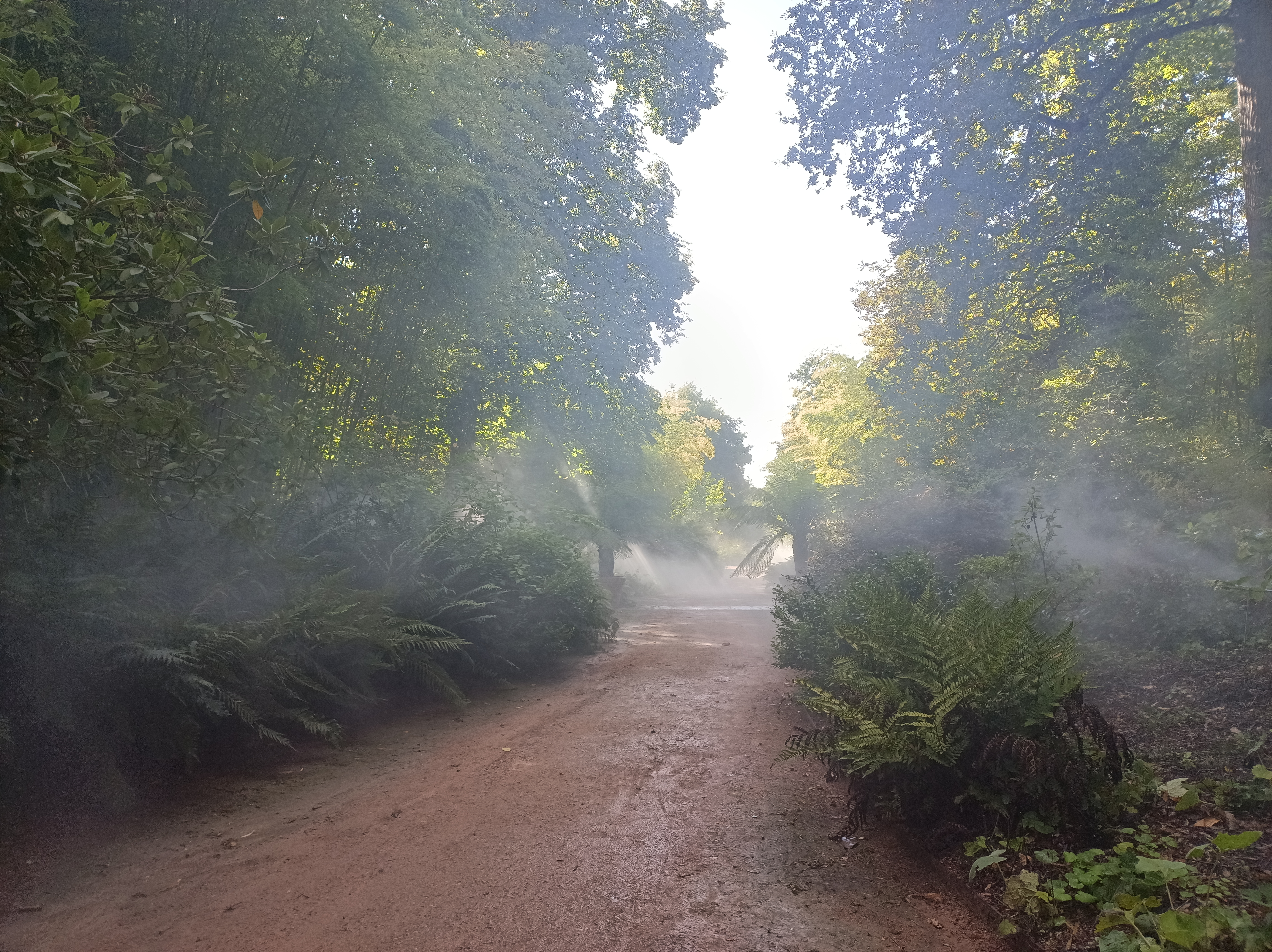
Les brumisateurs.
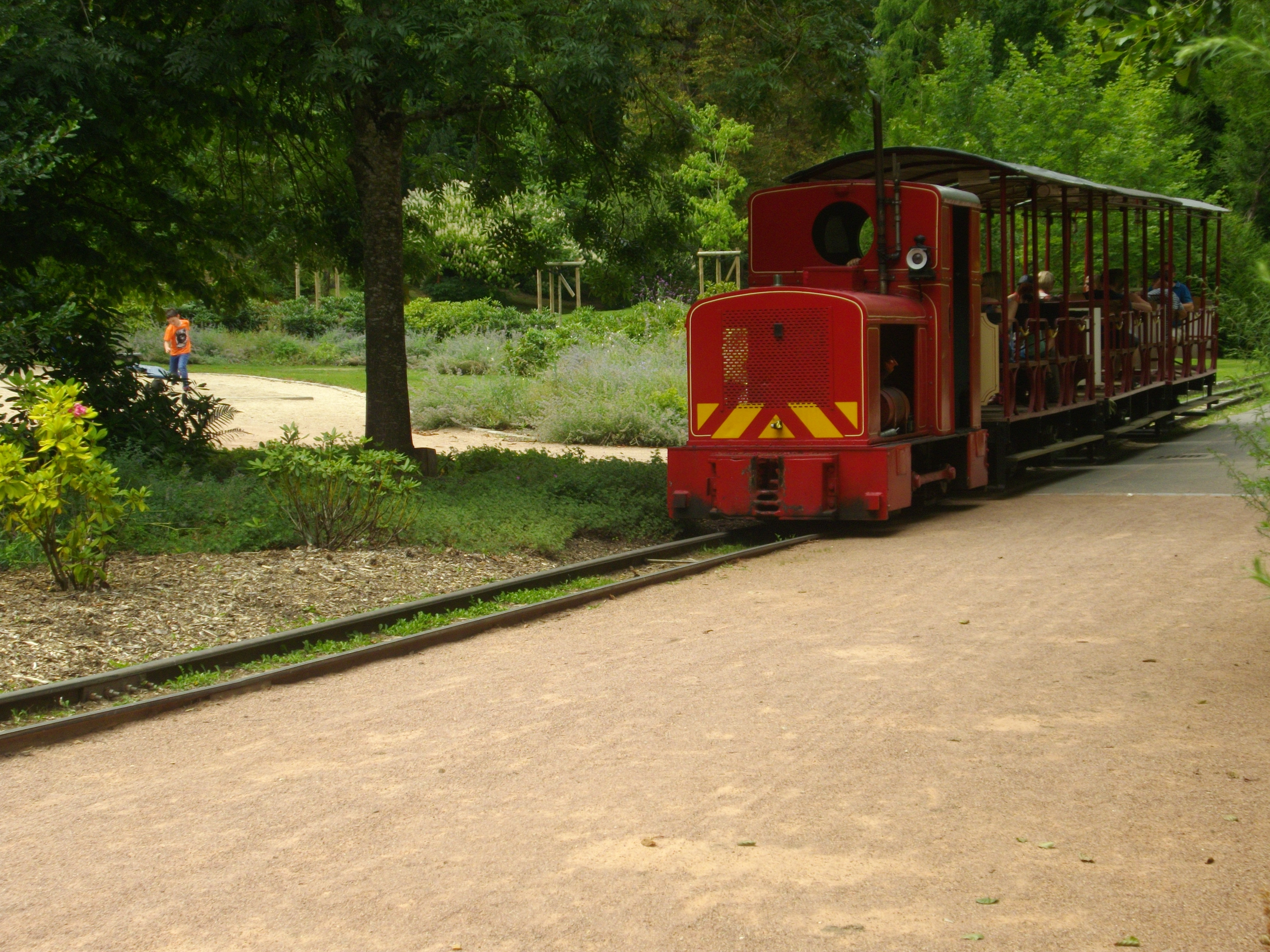
Le petit train du parc floral.

## Fréquentation
Le parc accueille plus de 126 000 visiteurs en 2019, restant ainsi le site le plus visité du Loiret.

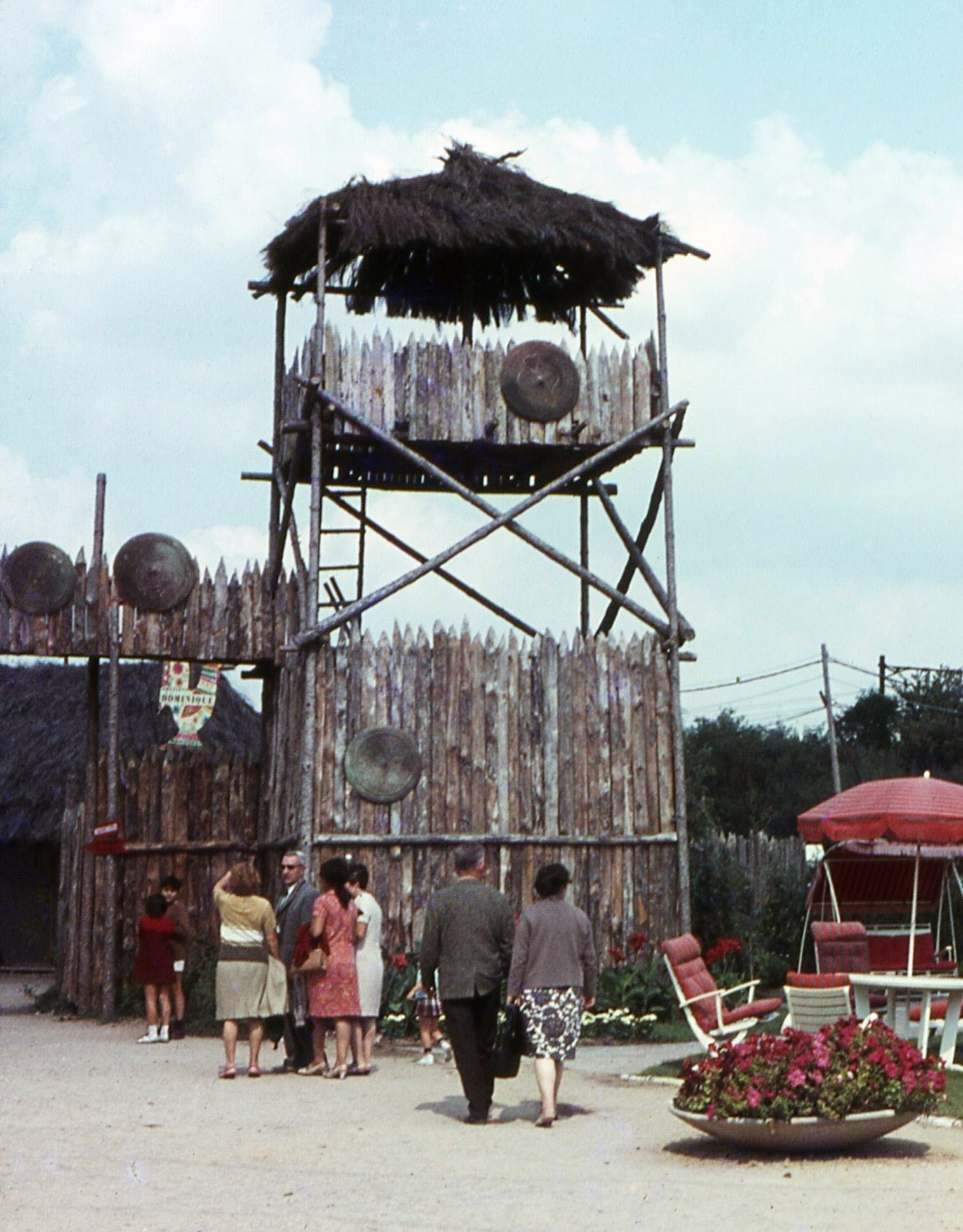
L'entrée du village gaulois des Floralies internationales 1967.

| Année | Parc floral | Loiret  |
| ----- | ----------- | ------- |
| 2007  | 153 586     | ?       |
| 2008  | ?           | 173 500 |
| 2009  | 111 039     | 181 140 |
| 2010  | 109 182     | 174 050 |
| 2011  | 126 771     | 189 900 |
| 2012  | 101 502     | 159 400 |
| 2013  | 106 250     | —       |
| 2014  | 108 668     | —       |
| 2015  | 107 732     | —       |
| 2016  | 100 188     | —       |
| 2017  | 117 879     | —       |

## Pratique
L'entrée du site est située sur la route départementale 14. L'accès au parc est possible par l'autoroute A71 : sortie 2, Olivet - Orléans-la-Source ; par la route nationale 20, sortie Saint-Cyr-en-Val - Parc floral ; par le train : gares des Aubrais, d'Orléans ou de Saint-Cyr - La Source ; par la ligne A du tramway d'Orléans ou la ligne de bus 40 des transports de l'agglomération orléanaise à l'arrêt Parc Floral. Les lignes 3, 5, 7 et 8 du réseau d'autocars interurbains du Loiret desservent le quartier d'Orléans-la-Source.
L'entrée au parc floral est payante : 6 € pour un adulte, 4 € pour un enfant de 6 à 16 ans, gratuit pour les moins de 6 ans. Un système d'abonnement valable un an est à 16,50 € pour un adulte. La fermeture des caisses a lieu une heure avant l'heure de fermeture du parc. Des formules d'abonnement et des tarifs de groupe sont proposés.
Le parc module ses horaires d'ouverture en fonction des saisons : du 20 mars au 4 octobre, de 10 h à 19 h ; du 5 octobre au 11 novembre, de 10 h à 18 h et du 12 novembre au 19 mars, de 14 h à 17 h. En été, des sessions nocturnes sont mises en place jusqu'à 21 h 30 avec fermeture des grilles à minuit. Le parc est fermé le 1er janvier et le 25 décembre.